# Іян Крокер
Іян Крокер  (англ. Ian Crocker, 31 серпня 1982) — американський плавець, олімпійський чемпіон.

## Виступи на Олімпіадах
| Олімпіада   | Дисципліна                            | Місце                 |
| ----------- | ------------------------------------- | --------------------- |
| Сідней 2000 | плавання на 100 метрів, батерфляй     | 4                     |
| Сідней 2000 | комплексна естафета 4 × 100           | 1                     |
| Афіни 2004  | плавання на 100 метрів вільним стилем | 17T                   |
| Афіни 2004  | естафета 4 × 100 вільним стилем       | 3                     |
| Афіни 2004  | плавання на 100 метрів, батерфляй     | 2                     |
| Афіни 2004  | комплексна естафета 4 × 100           | 1                     |
| Пекін 2008  | плавання на 100 метрів, батерфляй     | 4                     |
| Пекін 2008  | комплексна естафета 4 × 100           | 1 (попередні запливи) |